# 武功卫胡同
39°54′32″N 116°22′35″E / 39.9089716°N 116.3762969°E
武功卫胡同，是位于中國北京市西城区中部的一条胡同。现已拓宽为道路。

## 简介
武功卫胡同为东西走向，东到横二条，西到西单北大街。明朝称武功胡同，因为这里有护卫京师的武功卫衙署而得名。清朝谐音讹称为吴公卫胡同、蜈蚣街。1911年之后称武功卫。1965年北京市整顿地名，定名为武功卫胡同。